# Carl Romberg
Axel Carl Teodor Romberg, född 28 januari 1895 i Jönköping, död 20 november 1964, var en svensk jurist. Han var son till Axel Romberg.
Romberg avlade filosofie kandidatexamen i Uppsala 1914, blev juris kandidat 1920 och utnämndes till assessor i Göta hovrätt 1930. Han hade lagstiftningsuppdrag i justitiedepartementet 1931–1933, blev tillförordnad revisionssekreterare 1933, byråchef för lagärenden 1933, hovrättsråd 1933, var expeditionschef i justitiedepartementet 1938–1947, president i hovrätten för Övre Norrland 1948–1953 och i hovrätten för Västra Sverige 1953–1960.
Romberg var ordförande för ett flertal statliga utredningar, vice ordförande i Statens Informationsstyrelse 1940–1944 och i Statens hyresråd 1942–1947, inspektor för Umeå högre allmänna läroverk och folkskollärarseminariet i Umeå 1949–1953, ordförande i Västerbottens distrikt av Svenska Röda Korset 1951–1953, ledamot i styrelsen för Göteborgs högskola 1953–1954, ordförande i Göteborgs stadsfullmäktiges beredning för natur- och kulturskydd 1955–1959, Sveriges biografägareförbund 1944-1948 samt styrelseledamot i AB Vin- & Spritcentralen 1938–1940 och 1943–1949.
Han blev ledamot av Kungliga Vetenskaps- och Vitterhetssamhället i Göteborg 1954. Romberg är begravd på Östra kyrkogården i Jönköping.

## Utmärkelser
- Kommendör med stora korset av Nordstjärneorden, 6 juni 1958.[1]